# Obaku
Ōbaku-shū (黄檗宗?) es una de las tres escuelas Zen del budismo en Japón; las otras dos son la escuela Sōtō y la Rinzai.

## Historia
Conocida como la tercera secta del budismo zen en Japón, fue establecida en 1661 por una pequeña facción de maestros budistas chinos junto con sus estudiantes japoneses en Manpuku-ji, en Uji (Kioto).

## Galería de imágenes

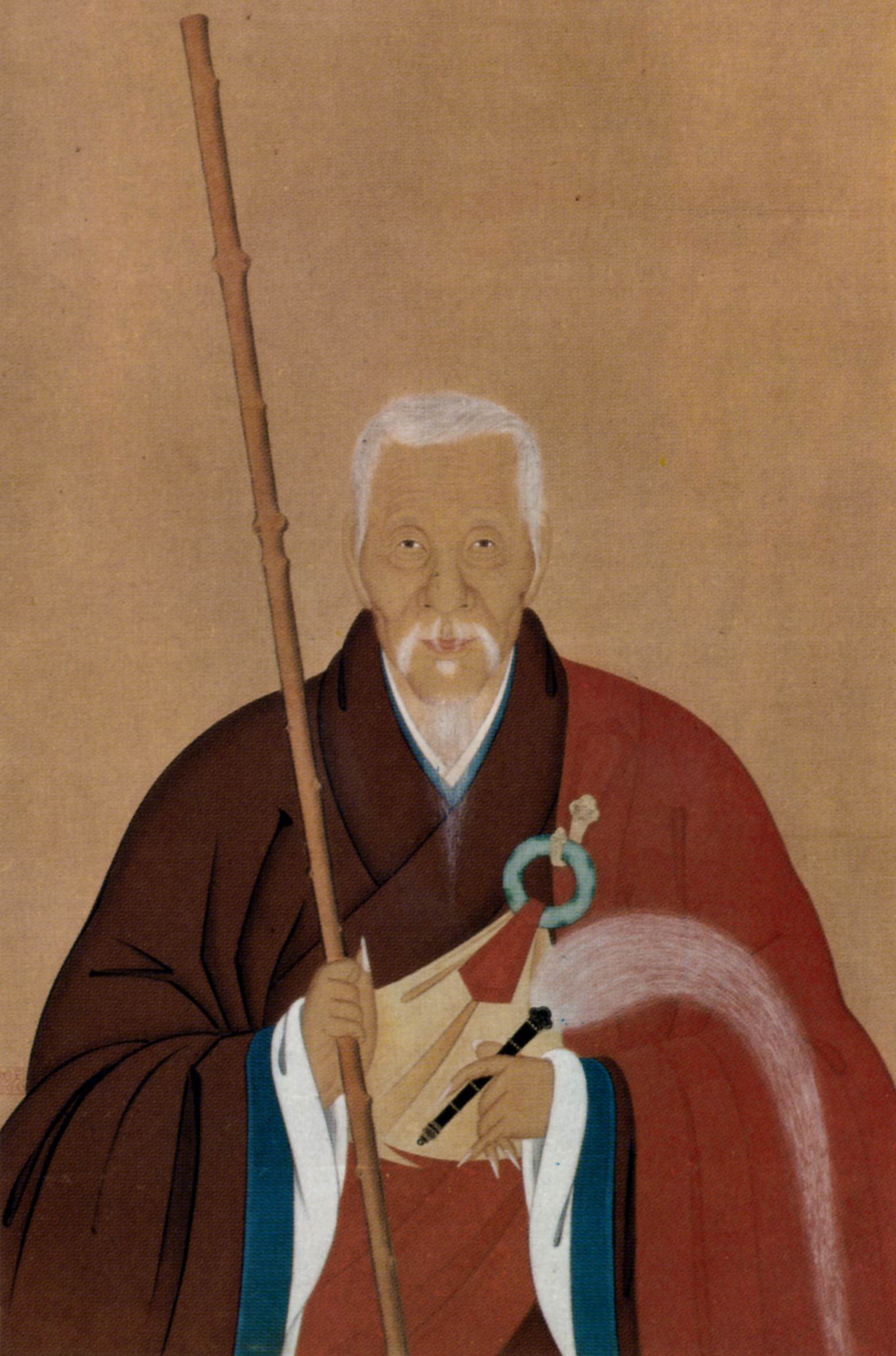
Yinyuan, fundador de la escuela Ōbaku
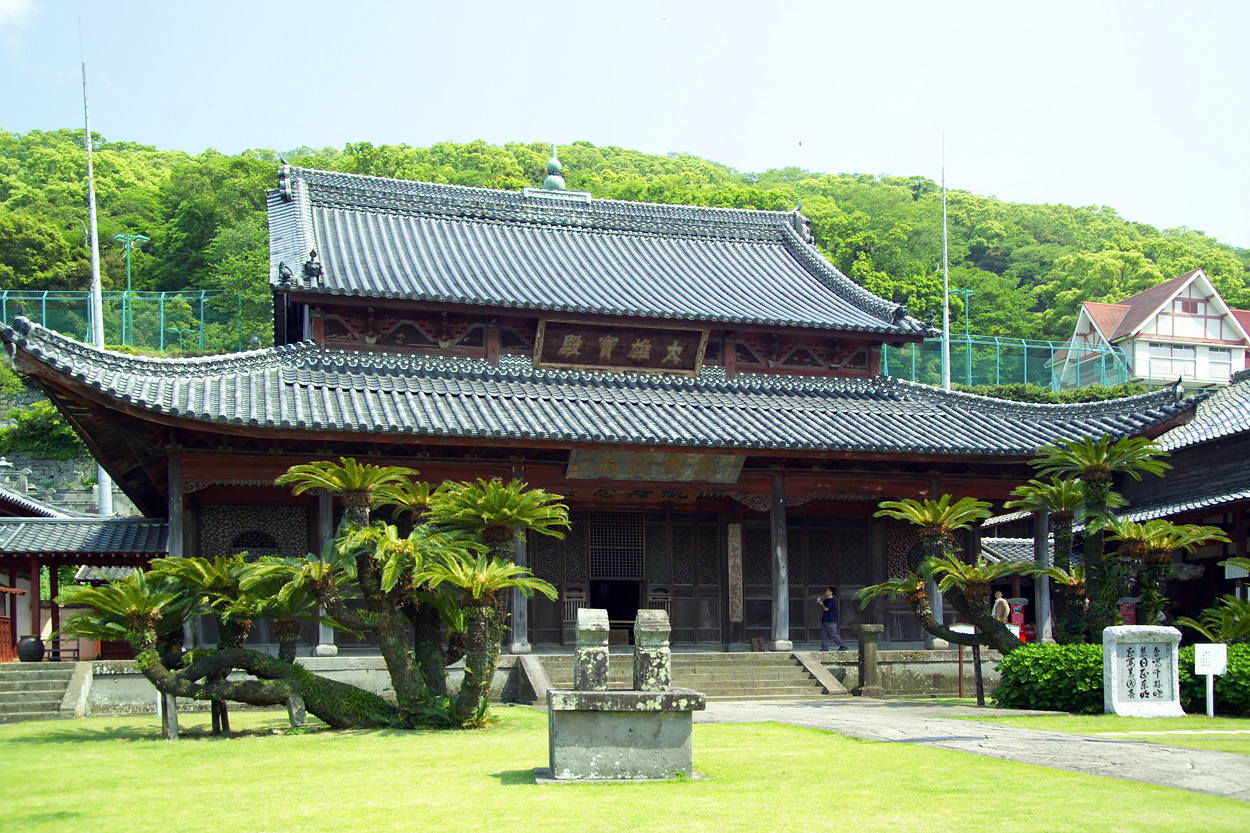
Sala de meditación en el templo Kōfuku-ji, Nagasaki
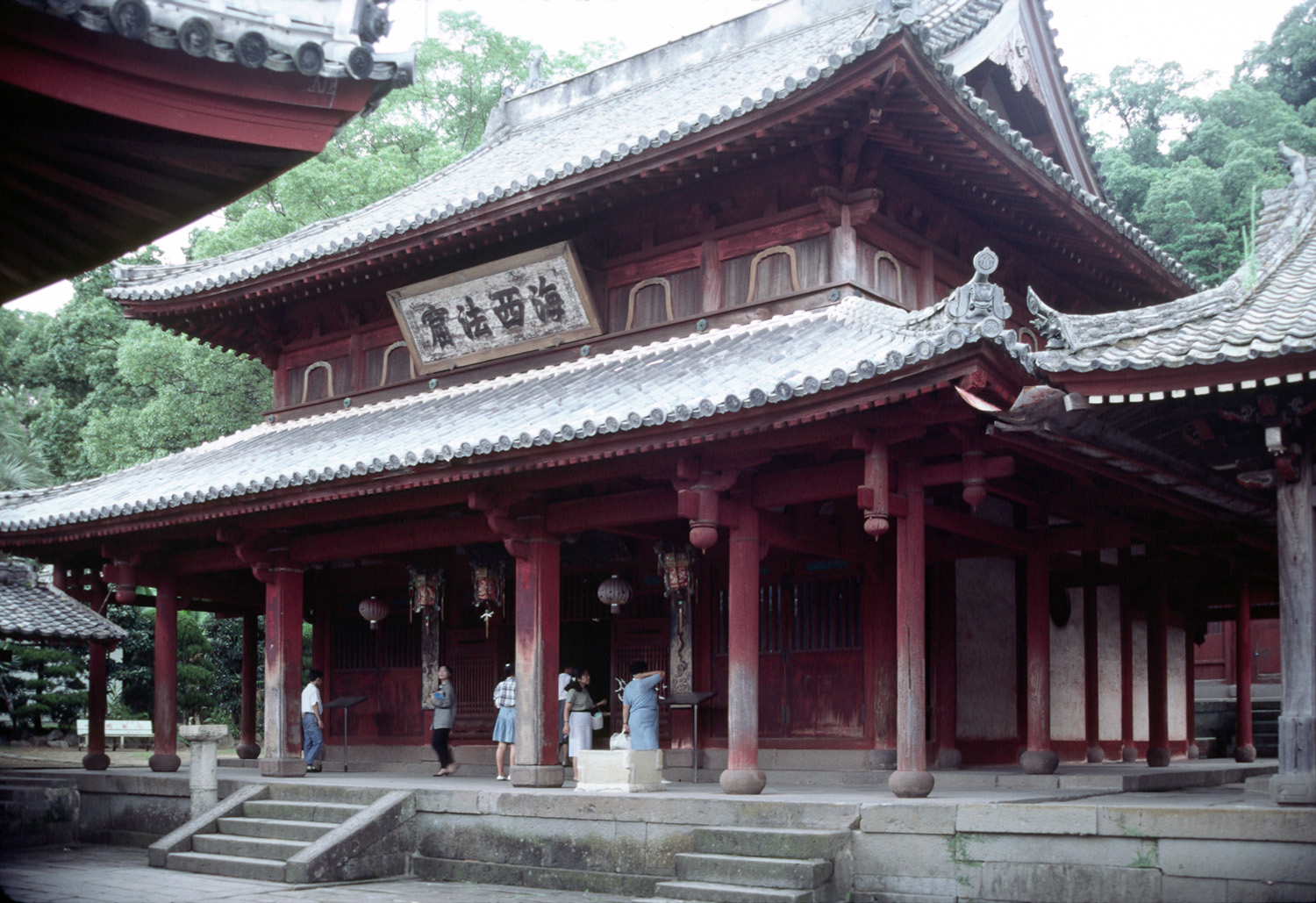
Sala de meditación en el templo Sōfuku-ji (Nagasaki)
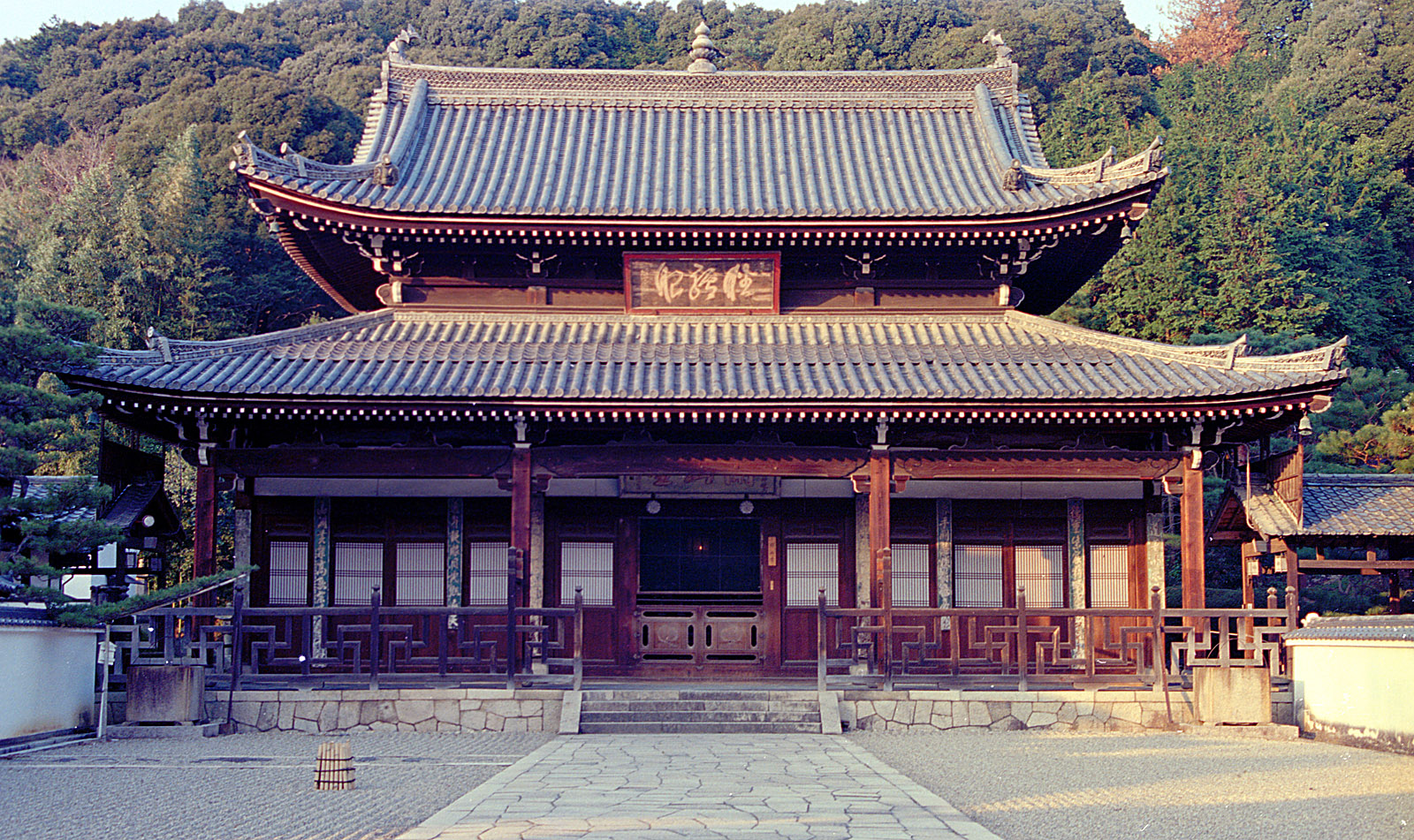
Templo Manpuku-ji en Kyoto